# Grandview (Texas)
Grandview ist eine City im Johnson County im US-Bundesstaat Texas in den Vereinigten Staaten von Amerika und gehört zum Dallas-Fort-Worth-Metroplex. Das U.S. Census Bureau hat bei der Volkszählung 2020 eine Einwohnerzahl von 1.879 ermittelt.
Der Ort wurde 1850 gegründet, liegt etwa 60 Kilometer südwestlich von Dallas und zählt derzeit gut 1500 Einwohner.